# Catherine Gallimard
Pour les articles homonymes, voir Gallimard (homonymie).
Catherine Gallimard est une artiste peintre et illustratrice française, née le 30 juin 1971 à Paris, où elle vit et travaille.

## Biographie
Après des études de cinéma, Catherine Gallimard s'oriente vers la peinture et présente sa première exposition personnelle à Paris en 1993. Elle obtient par la suite plusieurs prix pour son travail : prix Bornhauser-Molinari (Dammarie-les-Lys, 1996), prix Victor Choquet (ministère de l'Économie et des Finances, Paris, 1998), prix Rugale Michaïlov (Fondation Taylor, 2001).
À partir de 1997, elle travaille régulièrement en tant qu'illustratrice pour la presse et la publicité (Santé Magazine, Cent Idées Jardin, Bayard Presse, Éditions Elsévier Masson, Infosbébé, La Fnac).
Elle met en scène un univers aux déformations volontaires et rythmées, dans lequel les humains et les objets s'entrecoupent. Les compositions reposent sur des jeux d'équilibre entre construction et déconstruction, dans des décors inspirés des lieux de son enfance (Paris, Naples, Benerville-sur-Mer). Sa technique associe la peinture, l'encre et des matériaux récupérés comme le sable ou les gravillons.
Son œuvre s'inscrit dans un nouveau commentaire de la construction du tableau qui rappelle l'École de Paris des années de l'entre-deux-guerres, tardivement influencé par le post-cubisme. Si la source de son inspiration s'appuie sur des aspects connus de l'Histoire de l'art moderne, sa singularité joue avec tout cela par le traitement formel et pictural.
En 2008 et 2009, elle décore les salles de la brasserie Le Rousseau à Paris.
Elle est la fille de la comédienne Nicole Hiss.

## Principales expositions

### Personnelles
- 1994 : galerie AJL, Paris[1]
- 1996 : galerie 23, Barbizon[4]
- 1998 : galerie Aude Oumow, Saint-Germain-en-Laye[5],[6]
- 1999 : DDB Advertising, Paris
- 2001-2002 : Fondation Taylor, Paris[7],[8]
- 2003 : galerie Destinations, Paris
- 2003 et 2007 : galerie Corot, Ville-d'Avray[9],[10],[11]
- 2008, 2009 et 2011 : Le Rousseau, Paris
- 2010-2011 : Ministère des Finances, Le Club, Paris
- 2011 : Hôtel de Ville, Trouville-sur-Mer[12],[13],[14]
- 2013 : Ministère des Finances, Hall Bérégovoy, Paris

### Collectives
- 1993 : salon Figuration Critique, Espagne
- 1993 : galerie AJL, Paris
- 1995-2000 : galerie Peinture Fraîche, Paris
- 1995-1996 : galerie Romanet, Paris
- 1996 : Ministère des Finances, Paris
- 1997 : salon Itinéraires, Levallois
- 1997 : galerie Desprez-Bellorget, Paris
- 1997-1998 : galerie Mouvances, Paris
- 1999 : Foire Internationale d'Art Contemporain, Beyrouth
- 2000-2001 : galerie Kallisté 21, Paris
- 2004-2010 : Carrie Haddad Gallery, Hudson (New York)

## Œuvres dans les collections publiques
- Paris :
  - ministère de l'Économie et des Finances : une œuvre.
  - Banque de France : cinq œuvres.